# Solbiatese Calcio 1990-1991
Questa pagina raccoglie le informazioni riguardanti la Solbiatese Calcio nelle competizioni ufficiali della stagione 1990-1991.

## Rosa
| N. |                                                                                                 | Ruolo       | Calciatore            |
| -- | ----------------------------------------------------------------------------------------------- | ----------- | --------------------- |
|    | Italia (bandiera)                                                                               | C           | Walter Allievi        |
|    | Italia (bandiera)                                                                               | D           | Valentino Angeloni    |
|    | Italia (bandiera)                                                                               | P           | Alessandro Bianchessi |
|    | [[File:{{Naz/{{{nazione}}}\|a}}\|class=noviewer\|{{Naz/{{{nazione}}}\|c}} (bandiera)\|20x16px]] | {{{ruolo}}} | {{{nome}}}            |
|    | Italia (bandiera)                                                                               | C           | Davide Caravatti      |
|    | Italia (bandiera)                                                                               | C           | Giovanni Caterino     |
|    | Italia (bandiera)                                                                               | D           | Massimo Furno         |
|    | Italia (bandiera)                                                                               | A           | Emilio Galelli        |
|    | Italia (bandiera)                                                                               |             | Gumiero               |
|    | Italia (bandiera)                                                                               | C           | Walter Liset          |
|    | Italia (bandiera)                                                                               | P           | Paolo Locatelli       |

| N. |                   | Ruolo | Calciatore            |
| -- | ----------------- | ----- | --------------------- |
|    | Italia (bandiera) | D     | Tiziano Lunghi        |
|    | Italia (bandiera) | D     | Amedeo Mangone        |
|    | Italia (bandiera) | C     | Marabotto             |
|    | Italia (bandiera) | A     | Stefano Marchetti     |
|    | Italia (bandiera) | A     | Roberto Mastrolonardo |
|    | Italia (bandiera) | C     | Franco Monti          |
|    | Italia (bandiera) | C     | Massimo Rovellini     |
|    | Italia (bandiera) | D     | Massimiliano Striuli  |
|    | Italia (bandiera) | A     | Luigi Tirapelle       |
|    | Italia (bandiera) | C     | {{{nome}}}            |
|    | Italia (bandiera) | D     | Pietro Turci          |

## Risultati

### Campionato

#### Girone di andata
| 16 settembre 1990 1ª giornata | Solbiatese | 1 – 1 | Cittadella |  |

| 23 settembre 1990 2ª giornata | Centese | 1 – 0 | Solbiatese |  |

| 30 settembre 1990 3ª giornata | Solbiatese | 2 – 1 | Leffe |  |

| 7 ottobre 1990 4ª giornata | Ospitaletto | 1 – 1 | Solbiatese |  |

| 14 ottobre 1990 5ª giornata | SPAL | 1 – 0 | Solbiatese |  |

| 21 ottobre 1990 6ª giornata | Solbiatese | 2 – 1 | Pergocrema |  |

| 4 novembre 1990 7ª giornata | Ravenna | 3 – 0 | Solbiatese |  |

| 11 novembre 1990 8ª giornata | Solbiatese | 3 – 3 | Legnano |  |

| 18 novembre 1990 9ª giornata | Treviso | 0 – 0 | Solbiatese |  |

| 25 novembre 1990 10ª giornata | Solbiatese | 3 – 1 | Palazzolo |  |

| 2 dicembre 1990 11ª giornata | Virescit Bergamo | 2 – 3 | Solbiatese |  |

| 9 dicembre 1990 12ª giornata | Saronno | 1 – 1 | Solbiatese |  |

| 16 dicembre 1990 13ª giornata | Solbiatese | 2 – 0 | Valdagno |  |

| 30 dicembre 1990 14ª giornata | Suzzara | 2 – 1 | Solbiatese |  |

| 6 gennaio 1991 15ª giornata | Solbiatese | 1 – 1 | Fiorenzuola |  |

| 13 gennaio 1991 16ª giornata | Lecco | 1 – 0 | Solbiatese |  |

| 20 gennaio 1991 17ª giornata | Solbiatese | 3 – 1 | Pievigina |  |

#### Girone di ritorno
| 3 febbraio 1991 18ª giornata | Cittadella | 0 – 0 | Solbiatese |  |

| 10 febbraio 1991 19ª giornata | Solbiatese | 1 – 0 | Centese |  |

| 17 marzo 1991 20ª giornata | Leffe | 0 – 2 | Solbiatese |  |

| 24 febbraio 1991 21ª giornata | Solbiatese | 0 – 0 | Ospitaletto |  |

| 3 marzo 1991 22ª giornata | Solbiatese | 2 – 1 | SPAL |  |

| 17 marzo 1991 23ª giornata | Pergocrema | 0 – 1 | Solbiatese |  |

| 24 marzo 1991 24ª giornata | Solbiatese | 2 – 1 | Ravenna |  |

| 30 marzo 1991 25ª giornata | Legnano | 1 – 0 | Solbiatese |  |

| 7 aprile 1991 26ª giornata | Solbiatese | 3 – 1 | Treviso |  |

| 14 aprile 1991 27ª giornata | Palazzolo | 1 – 0 | Solbiatese |  |

| 28 aprile 1991 28ª giornata | Solbiatese | 1 – 0 | Virescit Bergamo |  |

| 5 maggio 1991 29ª giornata | Solbiatese | 1 – 0 | Saronno |  |

| 12 maggio 1991 30ª giornata | Valdagno | 1 – 3 | Solbiatese |  |

| 19 maggio 1991 31ª giornata | Solbiatese | 1 – 0 | Suzzara |  |

| 26 maggio 1991 32ª giornata | Fiorenzuola | 0 – 0 | Solbiatese |  |

| 2 giugno 1991 33ª giornata | Solbiatese | 4 – 1 | Lecco |  |

| 9 giugno 1991 34ª giornata | Pievigina | 0 – 0 | Solbiatese |  |